# Gnidia thesioides
Gnidia thesioides är en tibastväxtart som beskrevs av Carl Daniel Friedrich Meisner. Gnidia thesioides ingår i släktet Gnidia och familjen tibastväxter.

## Underarter
Arten delas in i följande underarter:
- G. t. condensata
- G. t. laxa